# Hrabstwo Johnston (Oklahoma)

Piramida wieku mieszkańców hrabstwa Johnston

Johnston – hrabstwo w stanie Oklahoma w USA. Założone w 1909 roku. Populacja liczy 10 513 mieszkańców (stan według spisu z 2000 roku).
Powierzchnia hrabstwa to 1705 km² (w tym 39 km² stanowią wody). Gęstość zaludnienia wynosi 6 osoby/km².
Nazwa hrabstwa pochodzi od nazwiska Douglasa H. Johnstona, gubernatora plemienia Chickasawów.

## Miasta
- Mannsville
- Milburn
- Mill Creek
- Ravia
- Tishomingo
- Wapanucka

## CDP
- Bee
- Coleman
- Connerville